# Anne de Clercq
Anne de Clercq (Amsterdam, 3 december 1973) is een Nederlandse filmregisseuse en scenarioschrijfster.

## Levensloop
De Clercq werd geboren en getogen in Amsterdam en volgde een opleiding director of photography aan de Nederlandse Filmacademie. Na het voltooien van haar studie begon ze haar filmcarrière als cameravrouw met de korte film Top uit 1999 en de documentaire Der letzte Dokumentarfilm uit 2000. Daarna verruilde ze haar baan als cameravrouw voor filmregisseuse en regisseerde onder andere commercials, videoclips, televisieseries en speelfilms. In 2015 regisseerde ze de films Jack bestelt een broertje en Hallo bungalow waar ze ook mede verantwoordelijk was voor het scenario. De Clercq had ook regelmatig een samenwerking met de actrice Eva Van Der Gucht.

## Filmografie

### Films
- 2005: Sarah & hij (korte film)
- 2015: Jack bestelt een broertje
- 2015: Hallo bungalow
- 2022: Soof 3

### Televisieseries
- 2005: Bitches
- 2005: AlexFM
- 2007: De co-assistent
- 2008: Julia's Tango
- 2008: S1NGLE
- 2009: Dol
- 2009: Floor Faber
- 2011: Seinpost Den Haag
- 2013: Feuten
- 2013: Verliefd op Ibiza
- 2015: Tessa
- 2017: Soof: een nieuw begin

### Documentaires
- 2021: Snelle: Zonder jas naar buiten
- 2023: Bilal Wahib: altijd, altijd

### Commercials
- Coca-Cola light
- Albert Heijn
- Nike

### Videoclips
- Carice van Houten
- DI-RECT
- 16Down